# Attatha barlowi
Attatha barlowi là một loài bướm đêm trong họ Noctuidae.